# Sherardia
- Commons
- Wikispecies

Sherardia L. é um género botânico pertencente à família Rubiaceae.

## Sinonímia
- Dillenia Heist. ex Fabr.
- Hexodontocarpus Dulac
- Rubeola Hill

## Principais espécies
- Sherardia affinis
- Sherardia arvensis
- Sherardia erecta
- Sherardia foetida
- Sherardia fruticosa
- Sherardia muralis
- Sherardia umbellata
- Lista completa

## Classificação do gênero
| Sistema | Classificação                      | Referência               |
| ------- | ---------------------------------- | ------------------------ |
| Linné   | Classe Tetrandria, ordem Monogynia | Species plantarum (1753) |